# 准据法
准据法，是指经冲突规范援用来具体确定涉外民事法律关系，当事人权利与义务的特定法域的实体法。是国际私法中的重要原则。

## 选择方法
- 根据法律的性质确定，意大利的法则区别说。
- 根据法律关系的性质确定，为德国的萨维尼所主张。
- 根据最密切联系原则确定，即确定与该涉外民事法律关系有最密切联系的地方法律。为1971年美国《冲突法重述》所确定[2][3]。
- 根据政府利益分析确定，为美国法学家柯里所提出[4]。
- 根据规则选择确定，美国学者卡弗斯提出[4]。
- 根据当事人之间的协议确定，即法国法学家杜摩兰提倡“意思自治”原则。
- 根据有利于判决在国外的承认与执行确定，即法院地法。
- 根据分割方法确定，即“德帕沙治”方法。

## 一般原则
识别、反致、公共秩序保留、法律规避等。

## 特殊情况
时际冲突、区际冲突、人际冲突时准据法的确定及先决问题。

## 准据法的查明
外国法的查明、国内法的查明等。